# Syndrom cizí ruky

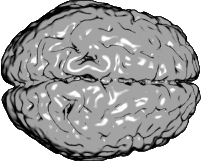
mozek

Syndrom cizí ruky (anglicky alien hand syndrome, anglická zkratka AHS, též Dr. Strangelove syndrome nebo anarchic hand syndrome) je vzácná neurologická porucha. Za poruchu může poškození určité části mozku (například v důsledku úrazu hlavy, výdutě tepny, mozkového nádoru nebo mozkové mrtvice). Člověk s touto nemocí nemá kontrolu nad pohybem ruky. Manipuluje tedy někdy s věcmi bez vlastní vůle a někdy dokonce musí používat zdravou ruku k zastavení pohybu. V některých případech je chování ruky vůči jejímu majiteli značně agresivní, štípe ho, škrábe, bije, a dokonce je zaznamenán i případ, kdy se ho snažila uškrtit.
První známý případ se v literatuře objevil již v roce 1908, kdy jej publikoval německý neurolog Kurt Goldstein. Popsal chování pravé ruky ženy, která utrpěla mozkovou mrtvici ovlivňující její levou polovinu mozku. Dříve byla tato porucha spojena především s oddělením mozkových hemisfér od sebe při léčbě epilepsie.

## Diagnostika a symptomy
Diagnostika je provedena na základě zobrazovacích metod, které nám umožňují zjistit míru poškození mozku. Nejčastěji se využívá magnetická rezonance.
Člověk, který je syndromem postižený, obvykle nevnímá „problematickou“ ruku jako součást svého těla, ale jako cizí objekt, provádí bezúčelné pohyby s postiženou končetinou. Postižený je si své poruchy vědom. Vyskytuje se poškození mozkové kůry. Většinou není přítomné brnění či jiné podobné projevy.

## Léčba
K dispozici není žádný lék, lze ale snížit projevy poruchy. Také je možné cvičení postižené hemisféry.

## Odraz v populární kultuře
Ve filmu Stanleye Kubricka Dr. Divnoláska aneb Jak jsem se naučil nedělat si starosti a mít rád bombu trpí syndromem cizí ruky hrdina dr. Strangelove (Divnoláska), ztvárněný Peterem Sellersem.